# Nabil El Zhar
Nabil El Zhar (in arabo نبيل الزهار‎?; Alès, 27 agosto 1986) è un allenatore di calcio ed ex calciatore francese naturalizzato marocchino, di ruolo attaccante o ala, assistente tecnico dell'Al-Mu'aidar.

## Carriera

### Club
Cresce calcisticamente nell'Olympique Alès e nel Nîmes. Nel 2004 viene ingaggiato dal Saint-Étienne ma non fa nessuna presenza. Nel 2006 viene comprato dal Liverpool.
Debutta con la squadra inglese il 29 novembre 2006 sostituendo al 71º minuto Luis García. Il suo primo e unico gol arriva il 31 ottobre 2007 negli ottavi di finale della Football League Cup contro il Cardiff City.
Dopo una stagione in prestito al PAOK, nell'agosto 2011 lascia definitivamente il Liverpool per trasferirsi al Levante firmando un biennale.

### Nazionale
Ha partecipato ai Mondiali Under-20 del 2005.

## Statistiche

### Presenze e reti nei club
Statistiche aggiornate al 13 ottobre 2016.
| Stagione          | Squadra           | Campionato        | Campionato | Campionato | Coppe nazionali | Coppe nazionali | Coppe nazionali | Coppe continentali | Coppe continentali | Coppe continentali | Altre coppe | Altre coppe | Altre coppe | Totale | Totale |
| Stagione          | Squadra           | Comp              | Pres       | Reti       | Comp            | Pres            | Reti            | Comp               | Pres               | Reti               | Comp        | Pres        | Reti        | Pres   | Reti   |
| ----------------- | ----------------- | ----------------- | ---------- | ---------- | --------------- | --------------- | --------------- | ------------------ | ------------------ | ------------------ | ----------- | ----------- | ----------- | ------ | ------ |
| 2006-2007         | Liverpool         | PL                | 3          | 0          | FACup+CdL       | -               | -               | UCL                | -                  | -                  | CS          | -           | -           | 3      | 0      |
| 2007-2008         | Liverpool         | PL                | -          | -          | FACup+CdL       | 1+2             | 0+1             | UCL                | -                  | -                  | -           | -           | -           | 3      | 1      |
| 2008-2009         | Liverpool         | PL                | 15         | 0          | FACup+CdL       | 0+2             | 0               | UCL                | 2                  | 0                  | -           | -           | -           | 19     | 0      |
| 2009-2010         | Liverpool         | PL                | 3          | 0          | FACup+CdL       | -               | -               | UEL                | 4                  | 0                  | -           | -           | -           | 7      | 0      |
| Totale Liverpool  | Totale Liverpool  | Totale Liverpool  | 21         | 0          |                 | 5               | 1               |                    | 6                  | 0                  |             | -           | -           | 32     | 1      |
| 2010-2011         | PAOK              | SL                | 19+5       | 1+1        | CG              | 4               | 0               | UEL                | 7                  | 0                  | -           | -           | -           | 35     | 2      |
| 2011-2012         | Levante           | PD                | 22         | 0          | CR              | 5               | 1               | -                  | -                  | -                  | -           | -           | -           | 27     | 1      |
| 2012-2013         | Levante           | PD                | 31         | 2          | CR              | 2               | 0               | UEL                | 5                  | 1                  | -           | -           | -           | 38     | 3      |
| 2013-2014         | Levante           | PD                | 24         | 4          | CR              | 4               | 1               | -                  | -                  | -                  | -           | -           | -           | 28     | 5      |
| 2014-2015         | Levante           | PD                | 17         | 1          | CR              | 4               | 0               | -                  | -                  | -                  | -           | -           | -           | 21     | 1      |
| Totale Levante    | Totale Levante    | Totale Levante    | 94         | 7          |                 | 15              | 2               |                    | 5                  | 1                  |             |             |             | 114    | 10     |
| 2015-2016         | Las Palmas        | PD                | 30         | 2          | CR              | 2               | 0               | -                  | -                  | -                  | -           | -           | -           | 32     | 2      |
| 2016-2017         | Las Palmas        | PD                | 18         | 2          | CR              | -               | -               | -                  | -                  | -                  | -           | -           | -           | 20     | 2      |
| Totale Las Palmas | Totale Las Palmas | Totale Las Palmas | 50         | 4          |                 | 2               | 0               |                    | -                  | -                  |             | -           | -           | 52     | 4      |
| Totale carriera   | Totale carriera   | Totale carriera   | 196        | 13         |                 | 26              | 3               |                    | 18                 | 1                  |             | -           | -           | 240    | 17     |

### Cronologia presenze e reti in Nazionale
| Cronologia completa delle presenze e delle reti in nazionale ― Belgio | Cronologia completa delle presenze e delle reti in nazionale ― Belgio | Cronologia completa delle presenze e delle reti in nazionale ― Belgio | Cronologia completa delle presenze e delle reti in nazionale ― Belgio | Cronologia completa delle presenze e delle reti in nazionale ― Belgio | Cronologia completa delle presenze e delle reti in nazionale ― Belgio | Cronologia completa delle presenze e delle reti in nazionale ― Belgio | Cronologia completa delle presenze e delle reti in nazionale ― Belgio |
| Data                                                                  | Città                                                                 | In casa                                                               | Risultato                                                             | Ospiti                                                                | Competizione                                                          | Reti                                                                  | Note                                                                  |
| --------------------------------------------------------------------- | --------------------------------------------------------------------- | --------------------------------------------------------------------- | --------------------------------------------------------------------- | --------------------------------------------------------------------- | --------------------------------------------------------------------- | --------------------------------------------------------------------- | --------------------------------------------------------------------- |
| 26-3-2008                                                             | Bruxelles                                                             | Belgio                                                                | 1 – 4                                                                 | Marocco                                                               | Amichevole                                                            | 1                                                                     | 46’                                                                   |
| 31-5-2008                                                             | Casablanca                                                            | Marocco                                                               | 3 – 0                                                                 | Etiopia                                                               | Qual. Mondiali 2010                                                   | -                                                                     | 63’                                                                   |
| 7-6-2008                                                              | Nouakchott                                                            | Mauritania                                                            | 1 – 4                                                                 | Marocco                                                               | Qual. Mondiali 2010                                                   | -                                                                     | 21’                                                                   |
| 14-6-2008                                                             | Kigali                                                                | Ruanda                                                                | 3 – 1                                                                 | Marocco                                                               | Qual. Mondiali 2010                                                   | -                                                                     | 86’                                                                   |
| 21-6-2008                                                             | Casablanca                                                            | Marocco                                                               | 2 – 0                                                                 | Ruanda                                                                | Qual. Mondiali 2010                                                   | 1                                                                     |                                                                       |
| 20-8-2008                                                             | Casablanca                                                            | Marocco                                                               | 3 – 1                                                                 | Benin                                                                 | Amichevole                                                            | -                                                                     | 46’                                                                   |
| 11-10-2008                                                            | Rabat                                                                 | Marocco                                                               | 4 – 1                                                                 | Mauritania                                                            | Qual. Mondiali 2010                                                   | -                                                                     | 79’                                                                   |
| 11-8-2010                                                             | Rabat                                                                 | Marocco                                                               | 2 – 1                                                                 | Guinea Equatoriale                                                    | Amichevole                                                            | -                                                                     | 59’                                                                   |
| 17-11-2010                                                            | Belfast                                                               | Irlanda del Nord                                                      | 1 – 1                                                                 | Marocco                                                               | Amichevole                                                            | -                                                                     | 80’                                                                   |
| 5-3-2014                                                              | Marrakech                                                             | Marocco                                                               | 1 – 1                                                                 | Gabon                                                                 | Amichevole                                                            | -                                                                     | 57’                                                                   |
| Totale                                                                |                                                                       | Presenze                                                              | 10                                                                    |                                                                       | Reti                                                                  | 2                                                                     |                                                                       |

## Palmarès

### Club

#### Competizioni internazionali
- Supercoppa UEFA: 1

Liverpool: 2005

#### Competizioni nazionali
- Coppa d'Inghilterra: 1

Liverpool: 2005-2006
- Community Shield: 1

Liverpool: 2006